# Liste der Monuments historiques in Saint-Paul-de-Varax
Die Liste der Monuments historiques in Saint-Paul-de-Varax führt die Monuments historiques in der französischen Gemeinde Saint-Paul-de-Varax auf.

## Liste der Bauwerke
| Bezeichnung    | Beschreibung              | Standort | Kennzeichnung | Schutzstatus | Datum | Bild           |
| -------------- | ------------------------- | -------- | ------------- | ------------ | ----- | -------------- |
| Schloss        | Erbaut im 15. Jahrhundert | (Lage)   | PA00116562    | Inscrit      | 1981  |                |
| Kirche St-Paul | Erbaut im 12. Jahrhundert | (Lage)   | PA00116563    | Classé       | 1908  | weitere Bilder |

## Liste der Objekte
- Monuments historiques (Objekte) in Saint-Paul-de-Varax in der Base Palissy des französischen Kultusministeriums